# China Beach
China Beach est une série télévisée américaine en deux épisodes de 90 minutes et soixante épisodes de 50 minutes, créée par John Sacret Young et William Broyles Jr. et diffusée entre le 26 avril 1988 et le 22 juillet 1991 sur le réseau ABC.
En France, le pilote a été diffusé le 24 novembre 1988 et la série à partir du 23 janvier 1990 sur La Cinq, et au Québec à partir du 8 décembre 1990 à TQS.

## Synopsis
Cette série met en scène la vie du personnel féminin, militaire et civil, dans un hôpital situé à Da Nang, pendant la guerre du Viêt-Nam.

## Distribution
- Dana Delany (VF : Micky Sébastian) : Colleen McMurphy
- Nan Woods (en) (VF: Michèle Buzynski) : Cherry White (saisons 1 et 2)
- Michael Boatman : Samuel Beckett
- Marg Helgenberger (VF : Laure Sabardin) : Karen Charlene « K.C. » Koloski
- Robert Picardo : Dr Dick Richard
- Tim Ryan : Natch Austen (principal saison 1, récurrent saison 2)
- Concetta Tomei : Lila Garreau
- Brian Wimmer : Boonie Lanier

 Source et légende : version française (VF) sur RS Doublage

## Épisodes

### Première saison (1988)
1. China Beach[1] (China Beach) 90 minutes
2. Retour (Home)
3. L'Affaire du siècle (Hot Spell)
4. Fréquence radio (Somewhere Over the Radio)
5. Le Déserteur (Waiting for Beckett)
6. Mon frère (Brothers)
7. Chao Ong (Chao Ong)

### Deuxième saison (1988-1989)
1. Le Sens des valeurs - 1re partie (Lost and Found - Part 1)
2. Le Sens des valeurs - 2e partie (Lost and Found - Part 2)
3. Limbo (Limbo)
4. Noël 67 (X-Mas Chnbch VN '67)
5. Femmes en blanc (Women in White)
6. Chassé croisé (All About E.E.V.)
7. La Fête du Têt (Tet '8)
8. Au nom de l'amitié (Cherry)
9. Lien (Crossing the Great Water)
10. Le Psychiatre (Psywars)
11. Le Bal de promo (Where the Boys Are)
12. Souvenirs (Vets)
13. Dans la brume de l'histoire (Twilight)
14. Natsh (After Burner)
15. Œil pour œil (Promised Land)
16. Un autre monde - 1re partie (The World - Part 1)
17. Un autre monde - 2e partie (The World - Part 2)

### Troisième saison (1989-1990)
1. Le Piège (The Unquiet Earth)
2. Que le spectacle commence (Skin Deep)
3. Correspondance (Dear China Beach)
4. Le Colonel inconnu (Who's Happy Now?)
5. Bon anniversaire oncle Sam (Independence Day)
6. Noces noires (Ghosts)
7. Trois notes de musique (With a Little Help from My Friends)
8. Frères ennemis (China Men)
9. Les Règles de la guerre - 1re partie (How to Stay Alive in Vietnam - Part 1)
10. Les Règles de la guerre - 2e partie (How to Stay Alive in Vietnam - Part 2)
11. Le magicien (Magic)
12. Un meurtre sans importance (Nightfall)
13. Souvenirs (Souvenirs)
14. Le Choix de Holly (Holly's Choice)
15. Radio pirate (The Rumor of Peace)
16. Le Dernier Souffle (Warriors)
17. La Nation reconnaissante (The Thanks of a Grateful Nation)
18. Une musique dans la nuit (Skylark)
19. Guet-apens (Phoenix)
20. Baptême du feu (F.N.G.)
21. L'Enquête (The Gift)
22. Le Rêve (Strange Brew)

### Quatrième saison (1990-1991)
1. Ondes de choix (The Big Bang)
2. Karen (History Part II - She Sells More Than Sea Shells)
3. Un ange en enfer (You, Babe)
4. L'Évasion (Escape)
5. La Fièvre du retour (Fever)
6. Soleil noir (Juice)
7. Un pas de géant (One Giant Leap)
8. La Dernière Étape (One Small Step)
9. Un triste privilège (The Call)
10. Mariages (I Could Have Danced All Night… But Didn't)
11. La Dernière Heure (100 Klicks Out)
12. Les Adieux difficiles (The Always Goodbye)
13. Le Choix (Quest)
14. À la poursuite du passé (Rewind)
15. Le Remords (Through and Through)
16. Retrouvailles (Hello Goodbye) 90 minutes

## Récompenses
- Emmy Award 1989 : Meilleure actrice dans une série dramatique pour Dana Delany
- Emmy Award 1990 : Meilleure actrice dans un second rôle dans une série dramatique pour Marg Helgenberger
- Emmy Award 1990 : Meilleur son pour l'épisode Baptême du feu
- Golden Globe Award 1990 : Meilleure série dramatique
- Emmy Award 1992 : Meilleure actrice dans une série dramatique pour Dana Delany

## Commentaires
- Inspirée de M*A*S*H et d'authentiques témoignages recueillis auprès de femmes ayant vécu cette guerre, la série a connu un franc succès aux États-Unis[réf. nécessaire].

- La réalisation est remarquable par son originalité, intégrant des séquences animées ou alternant scènes de fiction et interviews d'infirmières ayant réellement participé au conflit.

- Une grande partie de l'équipe des scénaristes et des producteurs contribuera plus tard à la création d’Urgences (E.R.).

- China Beach et L'Enfer du devoir (Tour of Duty) sont les seules séries américaines qui se sont intéressées à la guerre du Viêt Nam.

- Depuis avril 2013, cette série fait l'objet d'une réédition en DVD aux États-Unis.